# سد رودبال
سد رودبال یک سد ساخته شده بر روی رودخانه رودبال می‌باشد و در استان فارس واقع است.
بر اساس آخرین آمار از مهر ۱۴۰۴، برخی از سدهای مهم کشور - سد شمیل و نیان استان هرمزگان، رودبال داراب استان فارس، سد وشمگیر و سد بوستان استان گلستان صفر شده است.

## موقعیت جغرافیایی
این سد در کیلومتر ۲۰ جاده داراب به استهبان واقع شده است.
فاصله سد رودبال تا شهر داراب ۲۰ و تا شهر ایج ۳۳ کیلومتر می‌باشد.

## مشخصات
سد مخزنی رودبال از نوع خاکی، سنگریزه‌ای با هستهٔ رسی است و ۸۳ متر ارتفاع دارد. حجم سد رودبال ۸۲ میلیون متر مکعب است. طول تاج این سد ۴۸۵ متر است و قابلیت تنظیم ۱۰۴ میلیون متر مکعب آب را در سال دارد.
| رقوم بستر رودخانه در محل سد                    | ۱۳۱۰ متر بالاتر از سطح دریا               |
| سطح حوزه تا محل سد                             | ۹۱۰ کیلومتر مربع                          |
| بارندگی میانگین حوزه (سالیانه)                 | ۳۶۵ میلی‌متر در سال                        |
| میانگین آورد سالیانه                           | ۹/۱۱۰                                     |
| حداقل (دوره آماری ۳۰ ساله)                     | ۶۲/۲۸ میلیون متر مکعب (سال آبی ۵۰–۴۹)     |
| حداکثر (دوره آماری ۳۰ ساله)                    | ۹/۳۸۶ میلیون متر مکعب (سال آبی ۷۲–۷۱) در. |
| سطح مخزن در تراز حداکثر (۴/۱۳۸۰ متر)           | ۲۷/۳ کیلومتر مربع                         |
| حجم مخزن در تراز حداکثر (۴/۱۳۸۰متر)            | ۹۵ میلیون متر مکعب                        |
| سیل‌های ورودی به مخزن با دوره بازگشت ۱۰۰ ساله   | ۱۰۰۰ متر مکعب بر ثانیه                    |
| سیل‌های ورودی به مخزن با دوره بازگشت ۱۰۰۰ ساله  | ۱۹۵۰ متر مکعب بر ثانیه                    |
| سیل‌های ورودی به مخزن با دوره بازگشت ۱۰۰۰۰ ساله | ۳۱۰۰ متر مکعب بر ثانیه                    |

### اهداف پروژه
1. تنظیم و کنترل جریان‌های نابهنگام و سیلاب‌های مهم رودخانه رودبال توسط احداث سد مخزنی رودبال و جلوگیری از آب‌های هرز رونده حوزه و افزایش پتانسیل منابع آب سطحی قابل استحصال دشت‌های شمال داراب از طریق تأمین میانگین حدود ۱۰۴ میلیون متر مکعب در سال آب از سد و تقویت و غنی‌سازی سفره آب زیر زمینی دشت.
2. زیر پوشش قرار دادن حدود ۵۳۰۰ هکتار خالص از اراضی قسمت‌های جنوبی و شمالی داراب که در شرایط کنونی به علت کمبود آب به صورت اراضی آبی (با آبیاری ناقص و با کیفیت نامناسب) و اراضی دیم و آیش و اراضی بایر قرار دارند. جهت گسترش اراضی آبی و توسعه باغات به همراه اشاعه و ترویج آبیاری تحت فشار از نظر صرفه جویی در مصرف آب.
3. بهبود وضعیت زیست‌محیطی و تغییر کلیماتولوژی منطقه توسط تبخیر از سطح دریاچه به وسعت ۲۷۰ هکتار و پرورش گیاهان و آبزیان و ایجاد محیط تفریحی.
4. تأمین قسمتی از آب شرب شهرستان‌های داراب، زرین دشت و استهبان می‌باشد.

## تولید انرژی برق‌آبی
نیروگاه برقابی سد رودبال با توان ۵/۷ مگاوات و تولید سالانه ۷/۹ گیگاوات برق برای این سد طراحی شده است.

## مناقشه بر سر موقعیت جغرافیایی
در سال ۱۳۸۲ ساخت سد رودبال در محل تنگه آبگرم از توابع شهرستان داراب کلنگ خورد، متأسفانه مسوولین استهبان در سال ۱۳۸۳ با اعمال نفوذ و نظر در استانداری فارس و تشکیل یک جلسه در کارگاه سد رودبال حوزه اداری و استحفاظی خود را بی ملاحظه و بر خلاف مصوبه سال ۱۳۶۵ داراب و مصوبه سال ۱۳۶۶ استهبان بر آبگرم داراب تحمیل نمودند. همین اقدام غیرقانونی و بی ملاحظه و تنش زای استهبان باعث آشکار شدن مجموعه اقدامات غیرقانونی و توسعه طلبانه استهبان از گذشته تا به امروز شد. لازم بذکر است استهبان به این زیاده خواهی قناعت و اکتفا نکرده است بلکه فراتر از خط مرزی تحمیلی امروزی در داخل حوزه قانونی و استحفاظی شهرستان داراب تا ۷ کیلومتری قلب مرکز شهرستان داراب همه اراضی حتی املاک مالکی مردم به شماره پلاک۱۱۱۱۳ بنام دولت سند منابع طبیعی صادر کرده است. تمامی مراحل در نقشه موجود در سایت کاملاً مشخص است با توجه به پیگیری‌های مکرر مردم از طریق مراجع قانونی و ارسال مدارک مستدل به دفتر تقسیمات کشوری وزارت کشور تا کنون این وزارت خانه توجهی به احقاق حق مردم داراب ننموده که سایت تحلیلی خبری عصر داراب در آینده به برخی پیگیری‌های انجام شده اشاره خواهد کرد. آنچه مسلّم است تعلل وزارت کشور بیشتر جنبه سیاسی دارد که این تعلل برای مردم داراب نوعی بی عدالتی به حساب می‌آید. لازم بذکر است که تمامی مدارک طی یک جلد مستندات قانونی به وزارت کشور ارسال شده و در صورت نیاز در اختیار مسوولین ذیربط نیز قرار خواهد گرفت. امید که با حضور استاندار جدید فارس و دستوررسیدگی به پرونده اختلاف مرزی داراب و استهبان حق را به حق دار برساند. 
 

ماجرای تلاش استهبان برای تصرف منطقه رودبال از شهرستان داراب، یکی از نمونه‌های پیچیده در تقسیمات جغرافیایی و منازعات اداری در استان فارس است. در این میان، برخی اقدامات و مواضع مسئولان استهبان به‌عنوان نوعی فریب اداری و سیاسی تلقی شده‌اند. در ادامه، به بررسی این موضوع از زاویه دید منتقدانه نسبت به عملکرد استهبان پرداخته می‌شود: 

- فریب اداری استهبان برای تصرف رودبال

- صدور شناسنامه با نام استهبان برای اهالی روستاهای آب‌بند، بردنو و پل شکسته، در حالی که این مناطق از نظر تاریخی و فرهنگی به داراب تعلق دارند، یکی از مهم‌ترین مصادیق فریب اداری تلقی شده است.

- این اقدام باعث شده که هویت جغرافیایی اهالی رودبال به‌تدریج تغییر کند و در اسناد رسمی به‌عنوان ساکنان استهبان شناخته شوند، در حالی که خود را دارابی می‌دانند.

- تلاش برای تثبیت مرزها به نفع استهبان

- در سفر معاون سیاسی استانداری فارس به استهبان، موضوع تعیین تکلیف مرزهای بین داراب و استهبان مطرح شد. با وجود تأکید بر بررسی میدانی، جهت‌گیری‌ها و پیگیری‌ها بیشتر از سوی استهبان انجام شده‌اند و داراب در موضع انفعال قرار گرفته است.
- برخی ناظران معتقدند که استهبان با استفاده از خلأهای قانونی و بلاتکلیفی اداری، در حال تثبیت مالکیت خود بر رودبال است، بدون آن‌که رضایت یا مشارکت واقعی مردم منطقه جلب شده باشد.

- تصرف منابع آبی و سد رودبال

- سد رودبال، که کلنگ احداث آن توسط نماینده وقت داراب به زمین‌خورد، و در رسانه‌های مختلف و روزنامه‌های کثیرالانتشار با تیتر (عملیات اجرایی سد مخزنی «رودبال» داراب آغاز شد) انتشار یافت و از نظر منابع آبی برای داراب حیاتی است، اکنون در محدوده اداری استهبان قرار گرفته و استهبان با تکیه بر موقعیت جغرافیایی دروغین آن هم با ۶۵ کیلومتر فاصله سد رودبال تا مرکز شهرستان، در حالیکه فقط با مرکز شهر داراب ۲۰ کیلومتر فاصله دارد و حتی تمامی برق مورد نیاز آن توسط مدیریت توزیع برق داراب تأمین می‌شود، کنترل بیشتری بر آن اعمال می‌کند.